# Pseudorana weiningensis
Espèce
Synonymes
- Rana weiningensis Liu, Hu & Yang, 1962

Statut de conservation UICN

 LC  : Préoccupation mineure
Pseudorana weiningensis est une espèce d'amphibiens de la famille des Ranidae.

## Répartition
Cette espèce est endémique de République populaire de Chine. Elle se rencontre :
- dans l'ouest du Guizhou ;
- dans le sud du Sichuan ;
- dans le nord du Yunnan.

## Étymologie
Son nom d'espèce, composé de weining et du suffixe latin -ensis, « qui vit dans, qui habite », lui a été donné en référence au lieu de sa découverte, le xian de Weining au Guizhou.

## Publication originale
- Liu, Hu & Yang, 1962 : A preliminary report of Amphibia from western Kweichow. Acta Zoologica Sinica, vol. 14, p. 381-392.